# Szorimacsi Jaszuharu
Szorimacsi Jaszuharu (Szaitama, 1964. március 8. –) japán válogatott labdarúgó, edző.

## Statisztika
| Japán válogatott | Japán válogatott | Japán válogatott |
| Időszak          | Mérk.            | gól              |
| ---------------- | ---------------- | ---------------- |
| 1990             | 2                | 0                |
| 1991             | 2                | 0                |
| Összesen         | 4                | 0                |

### Edzői statisztika
| Csapat              | Nemzet   | –tól     | –ig      | Mérkőzések | Mérkőzések | Mérkőzések | Mérkőzések | Mérkőzések |
| Csapat              | Nemzet   | –tól     | –ig      | M          | Gy         | V          | D          | Gy %       |
| ------------------- | -------- | -------- | -------- | ---------- | ---------- | ---------- | ---------- | ---------- |
| Albirex Niigata     | Japán    | 2001     | 2005     | 196        | 97         | 40         | 59         | 49,5       |
| Shonan Bellmare     | Japán    | 2009     | 2011     | 123        | 44         | 28         | 51         | 35,8       |
| Matsumoto Yamaga FC | Japán    | 2012     | 2019     | 286        | 129        | 76         | 81         | 45,1       |
| Összesen            | Összesen | Összesen | Összesen | 605        | 270        | 144        | 191        | 44,6       |